# Mesa del Parlament Europeu
La Mesa és l'òrgan intern de direcció administrativa i reglamentària del Parlament Europeu. Està composta pel President del Parlament, els 14 vicepresidents i els cinc qüestors, per mandat de 2 anys i mig renovable.
La Mesa és la instància competent per establir l'avantprojecte d'estat de previsions del pressupost del Parlament Europeu i per resoldre totes les qüestions administratives, de personal i d'organització. En cas d'empat de vots en les deliberacions de la Mesa, el President té vot de qualitat. Els qüestors tenen veu consultiva a la Mesa.

## Membres

### 2019-2024
| President     |  | Partit Socialista Europeu                        | David Sasoli           | ITA |
|               |  |                                                  |                        |     |
| Vicepresident |  | Partit Popular Europeu                           | Mairead McGuinness     | IRL |
| Vicepresident |  | Partit Popular Europeu                           | Rainer Wieland         | GER |
| Vicepresident |  | Partit Popular Europeu                           | Othmar Karas           | AUT |
| Vicepresident |  | Partit Popular Europeu                           | Ewa Kopacz             | POL |
| Vicepresident |  | Partit Popular Europeu                           | Lívia Járóka           | HUN |
| Vicepresident |  | Partit Socialista Europeu                        | Pedro Silva Pereira    | POR |
| Vicepresident |  | Partit Socialista Europeu                        | Katarina Barley        | GER |
| Vicepresident |  | Partit Socialista Europeu                        | Klára Dobrev           | HUN |
| Vicepresident |  | Renovar Europa                                   | Dita Charanzová        | CZE |
| Vicepresident |  | Renovar Europa                                   | Nicola Beer            | GER |
| Vicepresident |  | Els Verds/Aliança Lliure Europea                 | Heidi Hautala          | FIN |
| Vicepresident |  | Els Verds/Aliança Lliure Europea                 | Marcel Kolaja          | CZE |
| Vicepresident |  | Esquerra Unitària Europea/Esquerra Verda Nòrdica | Dimitrios Papadimoulis | GRE |
| Vicepresident |  | No adscrit                                       | Fabio Massimo Castaldo | ITA |
|               |  |                                                  |                        |     |
| Qüestor       |  |                                                  |                        |     |
|               |  |                                                  |                        |     |
|               |  |                                                  |                        |     |
|               |  |                                                  |                        |     |
|               |  |                                                  |                        |     |
|               |  |                                                  |                        |     |

### 2009-2012
| Membre                         | Posició       |  | Partit                                        | Districte electoral              |
| ------------------------------ | ------------- |  | --------------------------------------------- | -------------------------------- |
| Jerzy Buzek                    | President     |  | European People's Party                       | Silèsia                          |
| Giovanni Pittella              | Vicepresident |  | Socialists & Democrats                        | Sud d'Itàlia                     |
| Rodi Kratsa-Tsagaropoulou      | Vicepresident |  | European People's Party                       | Grècia                           |
| Anni Podimata                  | Vicepresident |  | Socialists & Democrats                        | Grècia                           |
| Miguel Angel Martínez Martínez | Vicepresident |  | Socialists & Democrats                        | Espanya                          |
| Alejo Vidal-Quadras Roca       | Vicepresident |  | European People's Party                       | Espanya                          |
| Dagmar Roth-Behrendt           | Vicepresident |  | Socialists & Democrats                        | Alemanya                         |
| Libor Rouček                   | Vicepresident |  | Socialists & Democrats                        | República Txeca                  |
| Isabelle Durant                | Vicepresident |  | Green-EFA                                     | Bèlgica (Zona francòfona)        |
| Roberta Angelilli              | Vicepresident |  | European People's Party                       | Itàlia Central                   |
| Diana Wallis                   | Vicepresident |  | Aliança dels Liberals i Demòcrates per Europa | Yorkshire i the Humber           |
| László Tőkés                   | Vicepresident |  | European People's Party                       | Rumania                          |
| Edward McMillan-Scott          | Vicepresident |  | Aliança dels Liberals i Demòcrates per Europa | Yorkshire i the Humber (UK)      |
| Rainer Wieland                 | Vicepresident |  | European People's Party                       | Germany                          |
| Giles Chichester               | Vicepresident |  | European Conservatives and Reformists         | South West England               |
| Lidia Geringer de Oedenberg    | qüestor       |  | Socialist & Democrats                         | Lower Silesian i Opole (Polònia) |
| Jim Higgins                    | qüestor       |  | European People's Party                       | North-West Ireland               |
| Astrid Lulling                 | qüestor       |  | European People's Party                       | Luxembourg                       |
| Jiří Maštálka                  | qüestor       |  | European United Left–Nordic Green Left        | República Txeca                  |
| Bill Newton Dunn               | qüestor       |  | Aliança dels Liberals i Demòcrates per Europa | East Midlands                    |

#### Van resignar
- Pál Schmitt
- Silvana Koch-Mehrin
- Stavros Lambrinidis

### 2007-2009
- Hans-Gert Pöttering: President
- Rodi Kratsa-Tsagaropoulou: Vicepresident
- Alejo Vidal-Quadras Roca: Vicepresident
- Gérard Onesta: Vicepresident
- Edward McMillan-Scott: Vicepresident
- Mario Mauro: Vicepresident
- Miguel Angel Martínez Martínez: Vicepresident
- Luigi Cocilovo: Vicepresident
- Mechtild Rothe: Vicepresident
- Luisa Morgantini: Vicepresident
- Pierre Moscovici: Vicepresident
- Manuel António dos Santos: Vicepresident
- Diana Wallis: Vicepresident
- Marek Siwiec: Vicepresident
- Adam Bielan: Vicepresident
- James Nicholson: qüestor
- Astrid Lulling: qüestor
- Mia De Vits: qüestor
- Ingo Friedrich: qüestor
- Szabolcs Fazakas: qüestor
- Jan Mulder: qüestor